# Leiningen (Germania)
Leiningen è un comune di 719 abitanti della Renania-Palatinato, in Germania.
Appartiene al circondario (Landkreis) del Rhein-Hunsrück-Kreis (targa SIM) ed è parte della comunità amministrativa (Verbandsgemeinde) Hunsrück-Mittelrhein.